# أرماندو مونتيرو
أرماندو مونتيرو هو لاعب كرة قدم برازيلي، ولد في 31 مارس 1950 في ريو دي جانيرو في البرازيل، وتوفي في 22 أكتوبر 2008.